# Тортоли
Тортолѝ (на италиански: Tortolì; на сардински: Tortuelìe, Тортуелие) е пристанищен град и община в Италия, един от двата административни центъра на провинция Нуоро, на остров и автономен регион Сардиния. Разположен е на 13 m надморска височина, на източния бряг на острова, на Тиренско море. Населението на града е 10 931 души (към 31 декември 2010 г.).